# Blingoh
Blingoh is een bestuurslaag in het regentschap Jepara van de provincie Midden-Java, Indonesië. Blingoh telt 9329 inwoners (volkstelling 2010).